# Linaria lineolata
Linaria lineolata är en grobladsväxtart som beskrevs av Pierre Edmond Boissier och Ky.. Linaria lineolata ingår i släktet sporrar, och familjen grobladsväxter. Inga underarter finns listade i Catalogue of Life.